# Penicillidia tainani
Penicillidia tainani är en tvåvingeart som beskrevs av Stanko Karaman 1939. Penicillidia tainani ingår i släktet Penicillidia och familjen lusflugor. Inga underarter finns listade i Catalogue of Life.